# Miłochat
Miłochat – staropolskie imię męskie, złożone z członów Miło- ("miły", "miłujący") i -chat (?). Zapis tego imienia niektórzy badacze odczytują też jako Miłoczat lub Miłodziad.